# Dom Ussishkina (Tel Awiw)
Dom Ussishkina (hebr. בית אוסישקין) – zabytkowy dom w osiedlu Lew ha-Ir w zachodniej części miasta Tel Awiw, w Izraelu.

## Historia
Budynek został zaprojektowany przez architekta Aleksandra Levy i wybudowany w 1922. Należał on do przywódcy ruchu syjonistycznego Menachema Ussishkina, od którego wziął swoją nazwę.
Po latach zaniedbań budynek został odnowiony w 1999. Dobudowano wówczas dwa dodatkowe górne piętra.

## Architektura
Budynek wzniesiono w stylu architektury nazywanym eklektyzmem. Charakteryzuje się oknami wykończonymi w kształcie łuków, ozdobnymi gzymsami i innymi elementami klasycznych dekoracji.
Dobudowane w 1999 dwa górne piętra różnią się architektonicznie od całości bryły budynku. Zostały one wzniesione ze stali, aluminium i szkła, podczas gdy stara część domu została wzniesiona z otynkowanych cegieł. Tworzy to kontrast pomiędzy starą i nową architekturą, co jest charakterystyczne dla współczesnej architektury Tel Awiwu.
Budynek wchodzi w skład zespołu miejskiego Białego Miasta Tel Awiwu, który został w 2003 umieszczony na liście światowego dziedzictwa UNESCO, jako największe na świecie skupisko budynków modernistycznych.